# 캣츠 아이 (영화)
《캣츠 아이》(영어: Cat's Eye 혹은 Stephen King's Cat's Eye)는 미국에서 제작된 루이스 티그 감독의 1985년 앤솔러지 공포 스릴러 영화이다. 스티븐 킹의 단편 소설 두 편이 원작이며, 후에 제너럴이라는 이름을 갖게 되는 범무늬 길고양이를 매개로 세 편의 이야기가 이어진다. 드루 배리모어, 제임스 우즈 등이 출연하였고, 디노 데라우렌티스 등이 제작에 참여하였다.

## 출연진
- 드루 배리모어
- 제임스 우즈
- 캔디 클라크
- 앨런 킹
- 로버트 헤이스
- 케네스 맥밀런
- 제임스 노턴
- 제임스 레브혼
- 찰스 S. 더턴
- 마이크 스타
- 퍼트리샤 컬렘버

## 기타 제작진
- 공동 제작: 밀턴 서보츠키
- 배역: 하워드 퓨어, 제러미 리처
- 미술: 조르조 포스틸리오네
- 의상: 클리퍼드 커폰
- 특수 분장 효과: 카를로 람발디

## 같이 보기
- 크립쇼